# HMS Suffolk (55)
La HMS Suffolk (Pennant number 55) è stata un incrociatore pesante Classe County, tipo Kent, della Royal Navy. Venne impostata nei cantieri di Portsmouth il 15 novembre 1924, varata il 16 marzo 1926 ed entrò in servizio il 25 giugno 1928.

## Servizio

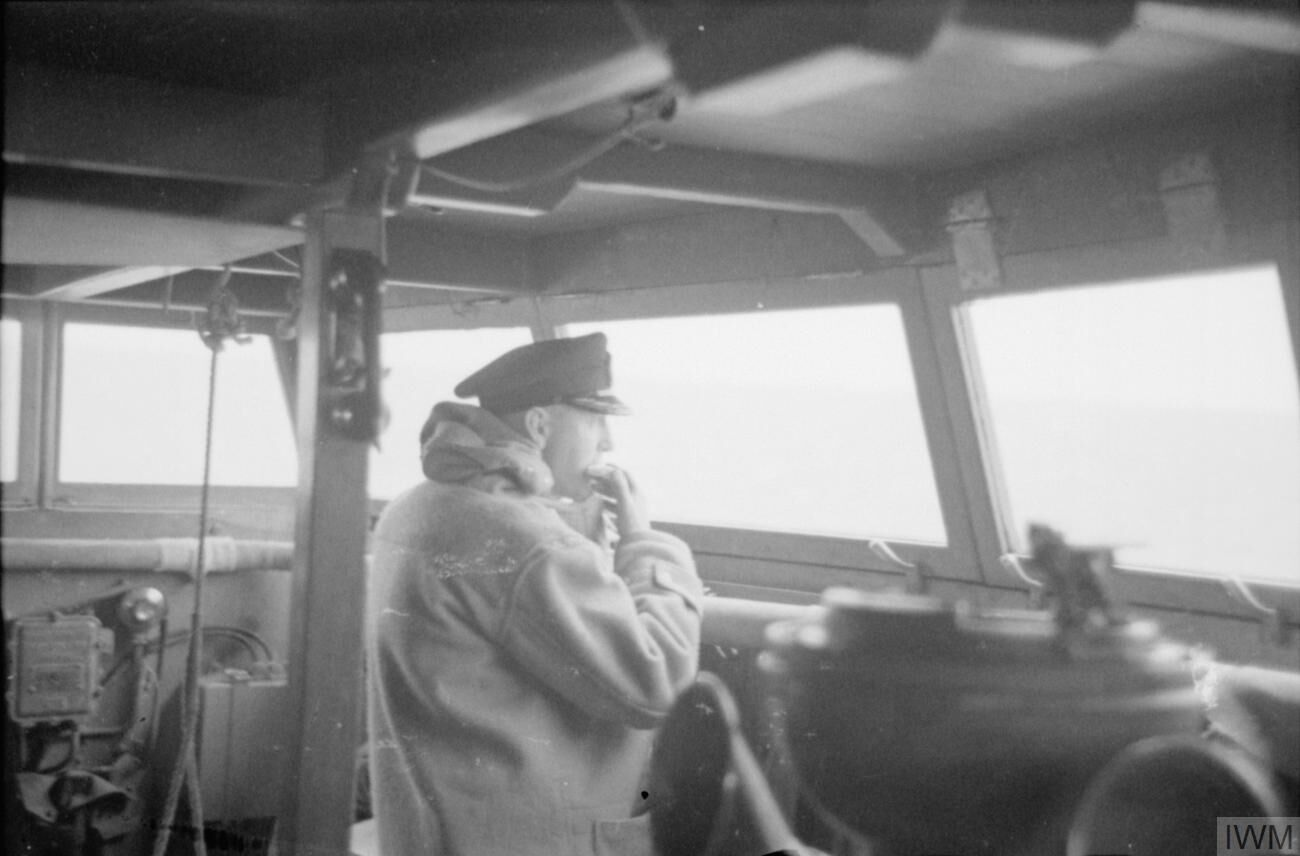
Il Capitano Robert Meyric Ellis mangia in Plancia di comando durante la Caccia alla Bismarck

Come altre navi della sua classe la Suffolk servì in Estremo Oriente negli anni precedenti allo scoppio della Seconda guerra mondiale, tranne per un breve periodo passato in patria per lavori di ammodernamento. Allo scoppio del conflitto, nel settembre 1939, tornò nel Regno Unito. Nel mese di ottobre partecipò a operazioni di pattuglia dello Stretto di Danimarca. Il 23 novembre successivo, mentre si trovava di pattuglia, venne affondato l'incrociatore ausiliario Rawalpindi dagli incrociatori da battaglia tedeschi Scharnhorst e Gneisenau. Alla Suffolk venne ordinato di dirigersi, in compagnia della Norfolk verso il banco di Bill Bailey, a sudovest delle Isole Fær Øer. Nonostante i tentativi della Royal Navy di intercettare le navi tedesche, queste riuscirono a tornare senza problemi alle loro basi.
Nell'aprile 1940 prese parte alla Campagna di Norvegia, giungendo il 13 aprile a Tórshavn, nelle Fær Øer iniziando l'occupazione delle isole da parte britannica per evitare una possibile invasione tedesca. Il giorno successivo affondò la nave cisterna tedesca Skagerak a nordovest di Bodø.
Il 17 aprile seguente bombardò il campo di aviazione e base per idrovolanti di Sola, distruggendo quattro apparecchi e danneggiando le installazioni. Durante il viaggio di ritorno venne colpita da una bomba sganciata da uno Junkers Ju 88 che distrusse il magazzino della torretta X. La nave riuscì a tornare da sola a Scapa Flow il mattino seguente, con la poppa allagata. La Suffolk venne quindi fatta arenare per paura che potesse inabissarsi e le seguenti riparazioni portate avanti a Clyde. La nave rimase fuori servizio fino al febbraio 1941.
Nel maggio seguente partecipò alla Caccia alla Bismarck, trovandosi di pattuglia nello stretto di Danimarca durante la sortita delle navi tedesche e riuscendo ad inquadrare per due volte la nave da battaglia nemica e sparando alcune salve. Grazie al suo radar, la Suffolk riuscì a tenere sotto controllo gli spostamenti della Bismarck rimanendo nascosta nella nebbia e permettendo alle altre navi da guerra britanniche di raggiungerla.
Servì quindi nella Home Fleet fino alla fine del 1942, scortando convogli artici diretti in Unione Sovietica. Tra il dicembre 1942 e l'aprile 1943 subì dei lavori di ammodernamento dopo i quali venne trasferita presso la Flotta Orientale, operando nell'Oceano Indiano fino alla fine della guerra.
Il 25 marzo 1948 la Suffolk venne venduta alla British Steel e venne demolita a Newport a partire dal 24 giugno seguente.